# Оносма Гмелина
Оносма Гмелина (лат. Onosma gmelinii) — вид многолетних травянистых растений рода Оносма (Onosma) семейства Бурачниковые (Boraginaceae).

## Ботаническое описание
Многолетнее травянистое растение (15)20—40(50) см высотой. Корень тонкий, тёмно-фиолетовый или буроватый, с 1—5(6) цветоносными стеблями и розеткой листьев при их основании. Стебли синеватые, реже зелёные или светло-коричневатые, в верхней части желтоватые; прямые или восходящие, неветвистые, слабо угловатые, (1,5)2—3(5) мм в диаметре; густо покрыты оттопыренными тонкими длинными сидячими щетинками на бугорках, между которыми усажены короткими жёсткими оттопыренными волосками.
Листья также покрыты длинными оттопыренными щетинками и жёсткими волосками. Листья прикорневых розеток удлинённые, ланцетно-лопатчатые или линейно-продолговатые, (5)10—15(20) см длиной, (3)5—10(15) мм шириной, туповатые или коротко заострённые, с одной жилкой, по краям слегка завёрнутые, постепенно оттянуты в черешок 5—8 см длиной. Стеблевые листья вверх направленные, продолговато-линейные или ланцетные, (3)4—7(10) см длиной, (4)5—6(10) мм шириной, сидячие, к основанию постепенно суженные, туповатые или коротко заострённые.
Цветки собраны в головчатое или продолговатое соцветие из 1—2 завитков на верхушке каждого стебля, в цвету густых и свисающих, при плодах выпрямленных и удлинённых. Цветоножки короткие, (2)3—4(5) мм длиной, при плодах немного удлиняются, отстояще-щетинистые. Прицветники ланцетные или линейно-ланцетные, острые, щетинистые, короче чашелистиков. Чашечка (12)16—17(20) мм (при плодах 20 мм) длиной, доли линейные, острые, при плодах сходящиеся, отстояще щетинисто-волосистые. Венчик светло-жёлтый, позднее буреющий, 25—30 мм длиной, широкотрубчатый, к зеву постепенно расширенный и открытый, вначале на верхушке опушённый, позднее голый, с маленькими треугольными отогнутыми зубцами отгиба.
Нити тычинок при основании слабо расширенные, свободная часть их почти равна или короче пыльников. Пыльники 8—10 мм длиной, на конце с двузубчиковыми придатками, по всей длине слипшиеся краями в коническую трубку, выставляющуюся верхушкой из венчика, сквозь которую проходит тонкий столбик. Рыльце головчатое или слабо двулопастное. Нектарник кольцевой, лопастный, голый. Плоды — блестящие, тёмные, гладкие, продолговатые орешки, постепенно оттянутые в носик, до 5 мм длиной.
Цветение в мае—июле, плодоношение в июле—августе.

## География
Встречается в России на юге Западной и юго-западе Восточной Сибири (Кемеровская область, Алтай, Красноярский край и Тыва), в Средней Азии (Казахстан, Кыргызстан, Таджикистан, Узбекистан, Туркменистан), северо-западной Монголии, Синьцзяне и Кашмире.

## Экология
Растёт на каменистых и сухих щебнистых склонах, скалах, сухих террасах в нижнем и среднем поясах гор, редко в степях и поясе горной степи.